# Free-Fire-Zone
Eine Free-Fire-Zone (dt. Frei-Feuer-Zone) bezeichnet beim US-Militär eine komplette Feuerfreigabe nach eigenem Ermessen, welche der Koordination von benachbarten Kampfverbänden dient. Diese von US-Truppen im Vietnamkrieg genutzte Bezeichnung findet sich in der sogenannten Kampfvorschrift FM 'field manual' 6-20: Sie bezeichnet ein bestimmtes, vorgegebenes Gebiet, in dem alle Waffensysteme ohne weitere Koordination mit dem Hauptquartier abgefeuert werden dürfen.

## Zweiter Weltkrieg
General Chuck Yeager beschreibt in seiner Autobiographie die Ablehnung seines Trupps von Tieffliegerangriffen auf alle sich bewegenden Ziele im Zweiten Weltkrieg. Dabei handelte es sich im Prinzip um Missionen mit Free-Fire-Zones, auch wenn der Begriff noch nicht existierte. Er äußerte, dass die im Falle einer Niederlage als Kriegsverbrechen gewertet werden könnte. In dem Videospiel Chuck Yeager's Air Combat fliegt der Spieler eine solche Mission und muss Bodenziele in dem vorgegebenen Bereich zerstören.

## Vietnamkrieg
Zurückkehrende Veteranen, betroffene Zivilisten und andere sagten, dass das U.S. Military Assistance Command, Vietnam (MACV), das amerikanische Oberkommando im Vietnam, davon ausgehend, dass alle verbündeten Truppen das Gebiet verlassen hatten, eine Doktrin erlassen haben, nach der Free-Fire Zones eingerichtet wurden, in denen jede unidentifizierte Person als feindlicher Kombattant behandelt wurde.

### Dellums-Anhörungen
Free-Fire Zones wurden 1971, während einer vom Kongress unautorisierten Anhörung, die vom Kongressabgeordneten Ron Dellums (Kalifornien) befürwortet wurde, diskutiert. Diese wurde von der Citizens' Commission of Inquiry on US War Crimes (CCI) gehalten.

### Wilkerson
Colonel Lawrence Wilkerson flog Hubschrauber in Bodennähe durch Vietnam. Er behauptet, dass er mündliche Auseinandersetzungen mit seinen Vorgesetzten und auch einigen seiner Bordschützen über die Free-Fire Zones führte/hatte. Auch bei einem Zwischenfall, bei dem eins seiner Crewmitglieder auf einen Wagen, in dem sich ein kleines Mädchen befand, schoss. Er beschreibt zudem einen Vorfall, bei dem er ein Kriegsverbrechen verhinderte, indem er seinen Helikopter in die Schusslinie zwischen einen verbündeten Helikopter, der auf einen Ort voller Zivilisten schießen wollte, und ebendiesen flog.